# Margaret Lindsay

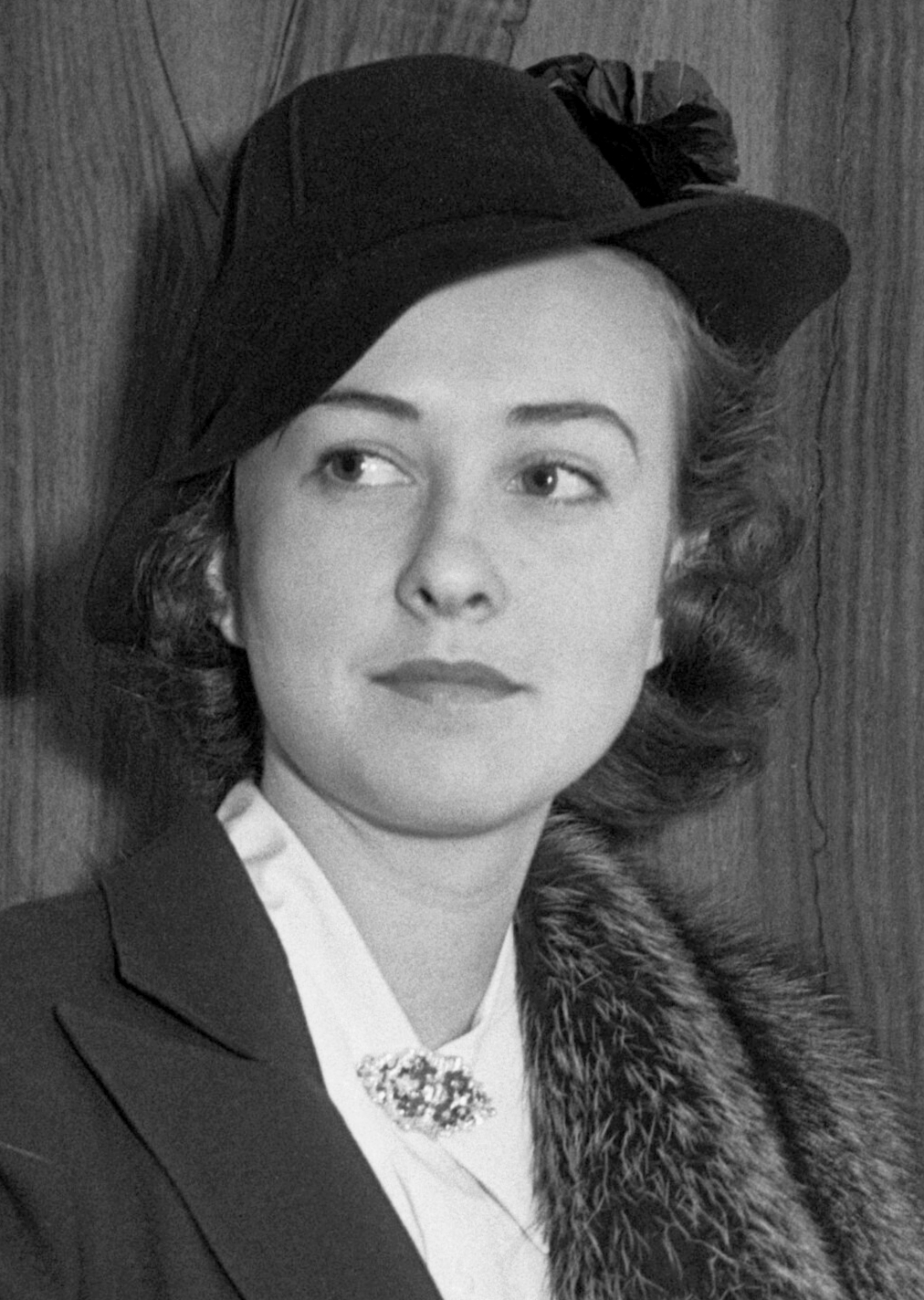
Margaret Lindsay (1935)

Margaret Lindsay (* 19. September 1910 in Dubuque, Iowa; † 8. Mai 1981 in Los Angeles, Kalifornien; eigentlich Margaret Kies) war eine US-amerikanische Schauspielerin.

## Leben
Margaret Lindsay gab ihr Filmdebüt 1932 in dem Pre-Code-Film Okay, America! Ihre erste Hauptrolle spielte sie 1933 an der Seite von William Powell in dem Kriminaldrama Der Detektiv und die Spielerin. Einen ihrer größten Erfolge erzielte sie 1938 an der Seite von Bette Davis und Henry Fonda in dem Filmdrama Jezebel – Die boshafte Lady. Lindsay hatte zuvor bereits in drei weiteren Warner-Filmen neben Davis gespielt: als ihre Schwester in Nebel über Frisco (1934), in Dangerous (1935), für den Davis ihren ersten Oscar gewann, und in Stadt an der Grenze mit Paul Muni in der Hauptrolle. Ihren letzten Kinofilm drehte sie 1963 mit Sandra und der Doktor neben Sandra Dee.
In späteren Jahren trat Lindsay auch in Fernsehproduktionen auf, so z. B. in einer Folge der auch in Deutschland erfolgreichen komödiantischen Westernserie Pistolen und Petticoats mit dem Titel Ein Colt für Sorry Water, bevor sie sich 1967 weitgehend aus der Öffentlichkeit zurückzog. 1974 hatte sie in einem Fernsehfilm ein kurzes Comeback. Insgesamt war sie in annähernd 100 Film- und Fernsehproduktionen zu sehen.
Ihre jüngere Schwester war die Schauspielerin Jane Gilbert (1919–2004). Lindsays langjährige Lebensgefährtin war die Schauspielerin Mary McCarty (1923–1980).  Sie starb im Mai 1981 im Alter von 70 Jahren an einem Lungenemphysem.  Margaret Lindsay wurde auf dem Holy Cross Cemetery in Culver City, Kalifornien, beigesetzt. An Lindsay erinnert ein Stern auf dem Hollywood Walk of Fame (6318 Hollywood Boulevard).

## Filmografie (Auswahl)
- 1932: Okay, America!
- 1932: Eine Minute vor zwölf (The Fourth Horseman)
- 1933: Kavalkade (Cavalcade)
- 1933: The House on 56th Street
- 1933: Christopher Strong
- 1933: Der Detektiv und die Spielerin (Private Detective 62)
- 1933: Baby Face
- 1933: Der Frauenheld (Lady Killer)
- 1933: Christopher Strong
- 1934: Nebel über Frisco (Fog Over Frisco)
- 1934: 1929 – Manhattan N.Y. (Gentlemen Are Born)
- 1935: Stadt an der Grenze (Bordertown)
- 1935: Der FBI-Agent (‘G’ Men)
- 1935: Frisco Kid
- 1935: Dangerous
- 1935: The Case of the Curious Bride
- 1936: Die Frau des G-Man
- 1936: Isle of Fury
- 1937: Slim
- 1938: Goldene Erde Kalifornien (Gold Is Where You Find It)
- 1938: Jezebel – Die boshafte Lady (Jezebel)
- 1938: Im Garten des Mondes (Garden of the Moon)
- 1940: The House of the Seven Gables
- 1941: Zauber der Musik (The Hard-Boiled Canary)
- 1942: Die Freibeuterin (The Spoilers)
- 1944: Alaska
- 1945: Nachtclub Havanna (Club Havana)
- 1945: Straße der Versuchung (Scarlet Street)
- 1947: Louisiana
- 1947: Liebe in Fesseln (Cass Timberlande)
- 1948: B.F.’s Daughter
- 1956: Gefangene des Stroms (The Bottom of the Bottle)
- 1958: Zu jung (The Restless Years)
- 1960: Meisterschaft im Seitensprung (Please Don’t Eat the Daisies)
- 1963: Sandra und der Doktor (Tammy and the Doctor)
- 1967: Pistolen und Petticoats (Eine Folge: Ein Colt für Sorry Waters)
- 1974: The Chadwick Family (Fernsehfilm)